# AN-94
AN-94 (russisch: Автомат Никонова / Transkription: Awtomat Nikonowa) ist ein russisches Sturmgewehr im Kaliber 5,45 × 39 mm.

## Geschichte
Das AN-94 ist ein Gasdrucklader mit versetztem Impuls, was bedeutet, dass die ersten Schüsse in hoher, die darauffolgenden in niedriger Kadenz gefeuert werden. Im Zweischussmodus verspürt der Schütze nur einen Rückstoß. Dies gewährleistet eine hohe Treffsicherheit. Das AN-94 wurde offiziell im Jahr 1994 von der russischen Armee und dem Innenministerium als möglicher Ersatz des AK-74 eingeführt. Das Gewehr wurde von Gennadij Nikonow, einem Waffenkonstrukteur für die staatlichen Ischmasch-Rüstungswerke in den späten 1980er- und frühen 1990er-Jahren entwickelt. Ursprünglich als „ASM-Prototyp“ bekannt, wurde es für einen Waffenwettbewerb der Armee entwickelt und dort auch zugelassen. Durch diesen Wettbewerb, bekannt unter dem Codenamen „Projekt Abakan“ (benannt nach der russischen Stadt Abakan), sollte ein effektiverer Nachfolger für das AK-74 gefunden werden. Das ASM wurde zusammen mit vielen anderen Prototypen getestet, gewann diese Tests und wurde folglich angeschafft.
Ursprünglich war vorgesehen, die meisten – wenn nicht sogar alle – AK-74 durch das AN-94 zu ersetzen. Dies war aber aus hauptsächlich finanziellen Gründen nicht möglich; heute ist das AN-94 bei einigen Eliteeinheiten der russischen Armee, der Polizei und Truppen des Innenministeriums im Einsatz. Die Waffe wird auch exportiert.

## Aufbau
Das AN-94 ist mit einem Gehäuse aus glasfaserverstärktem Kunststoff mit integriertem Handschutz ausgestattet. Als Magazin können die 30-Schuss- und 45-Schuss-Standardmagazine des AK-74 verwendet werden, ebenso wie die neuartigen 60-Schuss-Kastenmagazine. Die Kimme unterscheidet sich grundlegend von allen bisherigen russischen Systemen. Der Kolben ist aus hochfestem Plastik gefertigt und lässt sich nach rechts umklappen. Die Mündungsbremse in Form einer Acht ist selbstreinigend und lässt sich leicht entfernen. Die Bajonetthalterung befindet sich an der vorderen Visiereinrichtung und ermöglicht, anders als bei den Kalaschnikow-Gewehren, einen angebauten Unterlaufgranatwerfer auch mit aufgepflanztem Bajonett abzufeuern.

## Vor- und Nachteile
Die Hauptverbesserung des AN-94 gegenüber dem AK-74 ist die Einführung des Zwei-Schuss-Feuerstoßes, zusätzlich zum Einzel- und vollautomatischen Feuer. Die beiden Schüsse werden mit einer hohen Feuerrate abgegeben, wobei Rohr und Verschluss nach hinten gleiten. Der Rückstoß der beiden Schüsse wird erst dann spürbar, wenn die beiden Geschosse den Lauf bereits verlassen haben. Diesem Umstand liegen Erkenntnisse sowjetischer Studien zugrunde, dass Soldaten in Gefechten nur sehr selten präzise Einzelschüsse abgeben. Stress und Beschuss durch den Feind würden dazu führen, dass ein Schütze sich lediglich für sehr kurze Zeit aus der Deckung erheben würde, um das Feuer zu eröffnen, was große Zielfehler zur Folge hat, die ein Vielfaches der waffeneigenen Streuung betragen. Wenn mit konventionellen Waffen in diesem Fall in Garben geschossen wird, hat lediglich das erste Projektil eine mehr oder weniger realistische Treffwahrscheinlichkeit, während die nachfolgenden Schüsse durch den Rückstoß der Waffe noch stärker abgelenkt werden. Das AN-94 sorgt in dieser Situation dafür, dass bei einem kurzen Feuerstoß auch noch der zweite Schuss eine hinreichende Treffwahrscheinlichkeit aufweist und so die statistisch erwartete Effektivität des Schützen erhöht. In Vergleichstests mit dem AK-74 ergaben sich auf diese Weise vor allem auf größere Entfernungen sowie beim Schießen aus instabilen Lagen wesentlich bessere Treffergebnisse. Der vollautomatische Feuermodus besteht aus zwei Phasen: Zunächst werden die ersten zwei Schüsse in hoher Kadenz abgegeben, dann die weiteren in einer langsameren Kadenz, bis der Abzug wieder gelöst wird oder das Magazin leer ist. Ein weiterer Vorteil gegenüber dem alten Gasdruckladersystem ist der zweite Gaskolben: dieser reduziert den Rückstoß erheblich, um die Waffe bei Dauerfeuer besser im Ziel halten zu können. Ansonsten gibt es keine weiteren Vorteile gegenüber dem AK-74.
Der größte Nachteil des AN-94 ist seine hochkomplizierte und teure Fertigungsmethode, weshalb das AN-94 nur von russischen Eliteeinheiten geführt wird. Der Ausbildungsaufwand für das Erlernen von Zerlegen und Zusammensetzen ist somit im Vergleich zu anderen Sturmgewehren relativ hoch, auch die Reinigung ist komplizierter und zeitintensiver. Es bleibt dadurch einigen Elite-Verbänden vorbehalten, den Vorteil des Zwei-Schuss-Modus zu nutzen. Weitere Nachteile des AN-94 sind die schlechte Griffergonomie, das schlecht zu reinigende Visier (besonders unter Kampfbedingungen) und die vielfach vorhandenen scharfen Kanten und Ecken, die sich in der Uniform verfangen oder sogar zu Verletzungen führen können. Der geklappte Kolben verdeckt den Abzug und der vom Sicherungshebel getrennte Feuermodus-Wahlschalter ist bei Nässe kaum noch zu bedienen.